# Korenmolen (Hapert)
De korenmolen van Hapert is een naamloze stenen grondzeiler die vermoedelijk gebouwd is in 1896. Ze bevindt zich aan de Molenstraat, aan de rand van de bebouwde kom van het Nederlandse dorp Hapert. Zij fungeerde en fungeert als korenmolen.
Hoewel deze molen niet erg oud is, is het bouwjaar en de opdrachtgever niet bekend. Het jaartal 1896 staat op de molenbaard en zal wel ongeveer juist zijn. De molen is opgebouwd met gebruikmaking van onderdelen uit molens in het westen van het land, die in die tijd overbodig waren geworden. De bakstenen waarmee de korenmolen is gebouwd, zijn ter plaatse gemaakt. De kwaliteit van de stenen is wisselend en veel stenen zijn poreus.
In 1970 werd de molen gekocht door de gemeente Hoogeloon, Hapert en Casteren en enkele jaren later werd ze gerestaureerd. Bij de restauratie is een van de twee koppels stenen verwijderd. Met het resterende koppel kan gemalen worden.
Tegenwoordig is de Hapertse molen eens per twee weken in bedrijf en wordt dan bediend door vrijwillige molenaars.
Openingstijden van de molen: 1e en 3e zaterdag van de maand 10:00 - 16:00 uur en op afspraak.

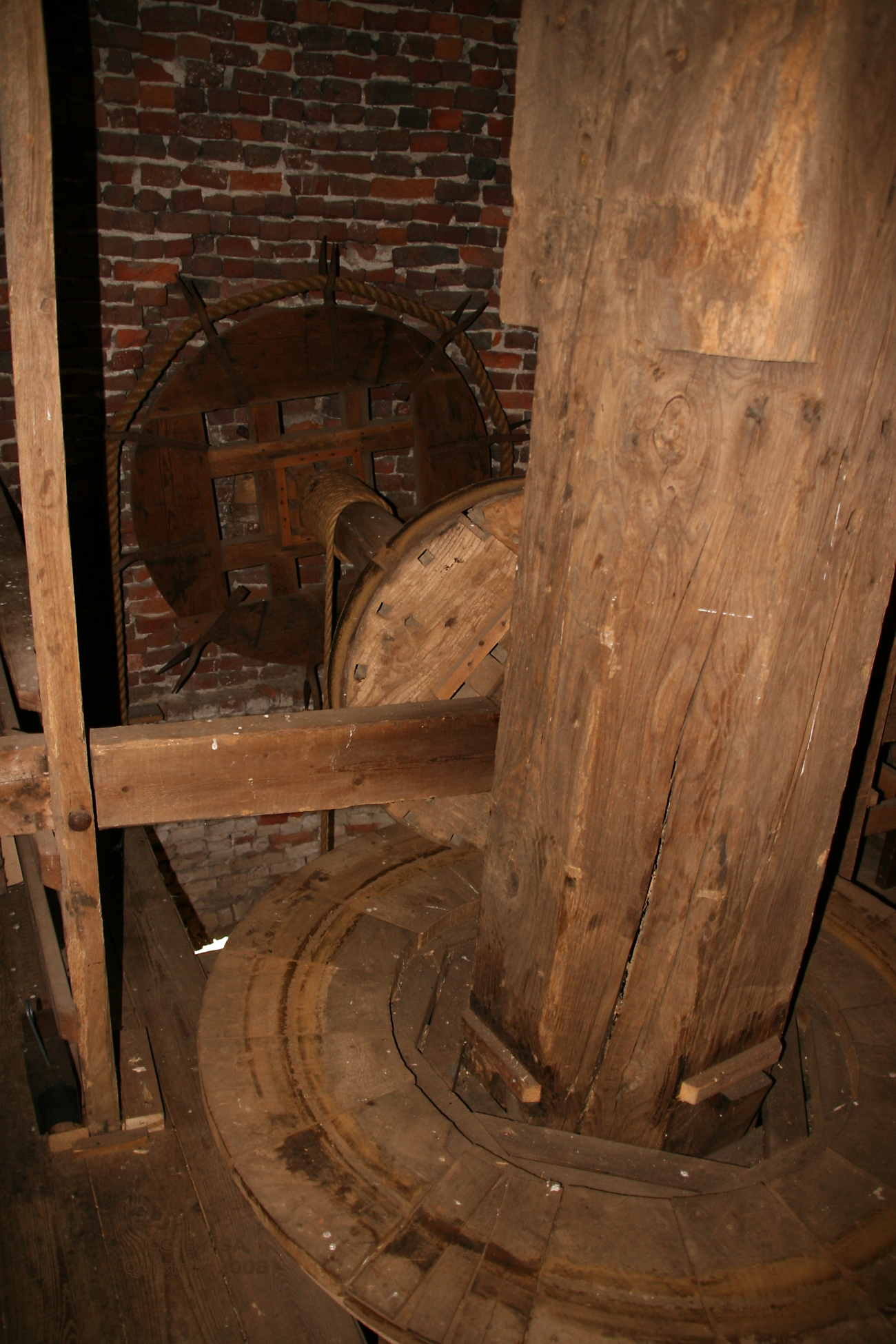
Luiwerk van de molen. Het sleepwiel lijkt afkomstig uit een oud rondsel.
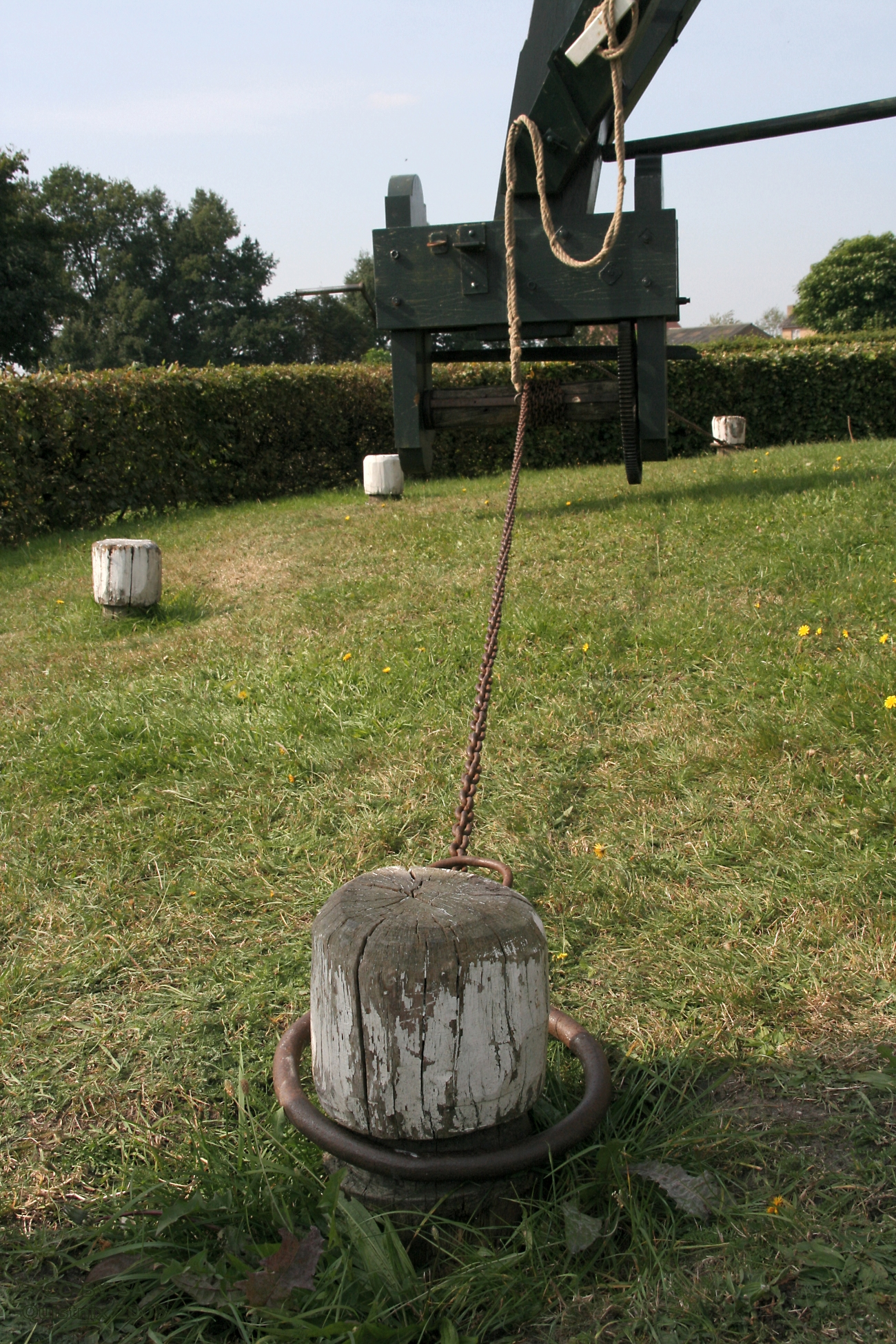
kruilier met kruiketting.